# Uraga hyalina
Uraga hyalina är en fjärilsart som beskrevs av M.Gaede 1926. Uraga hyalina ingår i släktet Uraga och familjen björnspinnare. Inga underarter finns listade i Catalogue of Life.